# 얼음 III

얼음 III가 안정 단계인 부분

얼음 III(Ice III)은 300MPa에서 250K까지 냉각수에 의해 형성된 정방정계 결정 얼음으로 구성된 고체 물질의 한 형태이다. 밀도가 1160kg/m3(350MPa에서)인 고압 수상 중에서 밀도가 가장 낮다. 상대 유전율은 117로 매우 높고 밀도는 1.16g/cm3(물보다 밀도가 높음)이다. 얼음 III의 양성자 정렬 형태는 얼음 IX이다.
일반적인 물 얼음은 얼음 1h(브리즈먼 명명법에서)로 알려져 있다. 얼음 II에서 얼음 XIX까지 다양한 유형의 얼음이 실험실에서 다양한 온도와 압력으로 만들어졌다.

## 같이 보기
- 얼음